# Misopogon
Misopogon (dal greco: Il nemico della barba) è una satira composta dall'imperatore romano Giuliano.
La satira, composta durante la permanenza di Giuliano ad Antiochia di Siria nelle 363, fu una risposta dell'imperatore alle critiche giuntegli dalla popolazione antiochena: Giuliano era pagano e praticava una vita austera, mentre gli antiocheni, per lo più cristiani, erano molto più mondani; per questo motivo, vennero composti dei versi anapestici che dileggiavano l'imperatore, colpendo particolarmente la barba, che Giuliano, imperatore versato negli studi filosofici, portava.
Nella satira Giuliano finge di colpire sé stesso e la propria barba per colpire in realtà gli antiocheni, ma non riesce ad evitare di attaccarli direttamente in alcuni punti. Il Misopogon di Giuliano rappresenta sicuramente il documento più insolito che abbiamo di un imperatore e documenta una vera e propria crisi di comunicazione tra Giuliano e i cittadini di una grande città come Antiochia (crisi che mette in discussione i rapporti dell'imperatore con i suoi stessi sostenitori).